# Eoenantiornis
Eoenantiornis is een geslacht van uitgestorven vogels uit het Vroeg-Krijt van het huidige China, behorend tot de Enantiornithes. De enige benoemde soort is Eoenantiornis buhleri.

## Vondst en naamgeving
In 1999 benoemden en beschreven Hou Lianhu, Larry Dean Martin, Zhou Zhonghe en Allan Feduccia de typesoort Eoenantiornis buhleri. De geslachtsnaam combineert het Oudgriekse ἠώς, èoos, 'dageraad' met Enantiornis, een verwijzing naar een vermeende basalere positie ten opzichte van dat geslacht. De soortaanduiding eerde de wijlen Duitse paleoörnitholoog Paul Bühler.
Het holotype IVPP V11537 is bij het dorp Heitizigou in de provincie Liaoning gevonden in een laag van de onderste Yixianformatie die dateert uit het vroege Aptien, ongeveer 125 miljoen jaar oud. Het bestaat uit een vrijwel compleet en in verband liggend skelet met schedel samengedrukt op een plaat. De rechterachterpoot is slechts als afdruk aanwezig. Uitgebreide resten van het verenkleed zijn bewaardgebleven. Het gaat vermoedelijk om een jong dier. In Chinese musea zijn verscheidene kleine skeletten met een korte kop als Eoenantiornis gelabeld maar die zijn nooit formeel toegewezen.
Door de betrokkenheid van Martin en Feduccia weerspiegelde de eerste beschrijving sterk verouderde denkbeelden over de evolutie van de vogels. In 2005 publiceerde Zhou de eerste moderne beschrijving. Daarbij bleek dat de eerste beschrijving veel fouten bevatte.

## Beschrijving

### Grootte en onderscheidende kenmerken
Eoenantiornis heeft ongeveer de grootte van een mus. De lengte is 135 millimeter, het gewicht is geschat op tachtig gram.
In 2005 werd een verbeterde lijst van onderscheidende kenmerken gegeven. De snuit is kort en hoog. De schedel is breed. De opgaande tak van het bovenkaaksbeen vormt bijna de hele achterrand van het neusgat. In de bovenkaak nemen de tanden naar achteren in grootte af. Het samengroeiingsvlak van de onderkaken is sterk verkort. Het borstbeen heeft achterste zijuitsteeksels die korter zijn dan het zwaardvormig uitsteeksel op de middenlijn. De duim loopt door tot het uiteinde van het tweede middenhandsbeen. De hand is veel korter dan de ellepijp; de carpometacarpus heeft daar slechts 47 procent de lengte van. Bij de tweede vinger is het het tweede kootje veel slanker dan het eerste kootje.

### Skelet

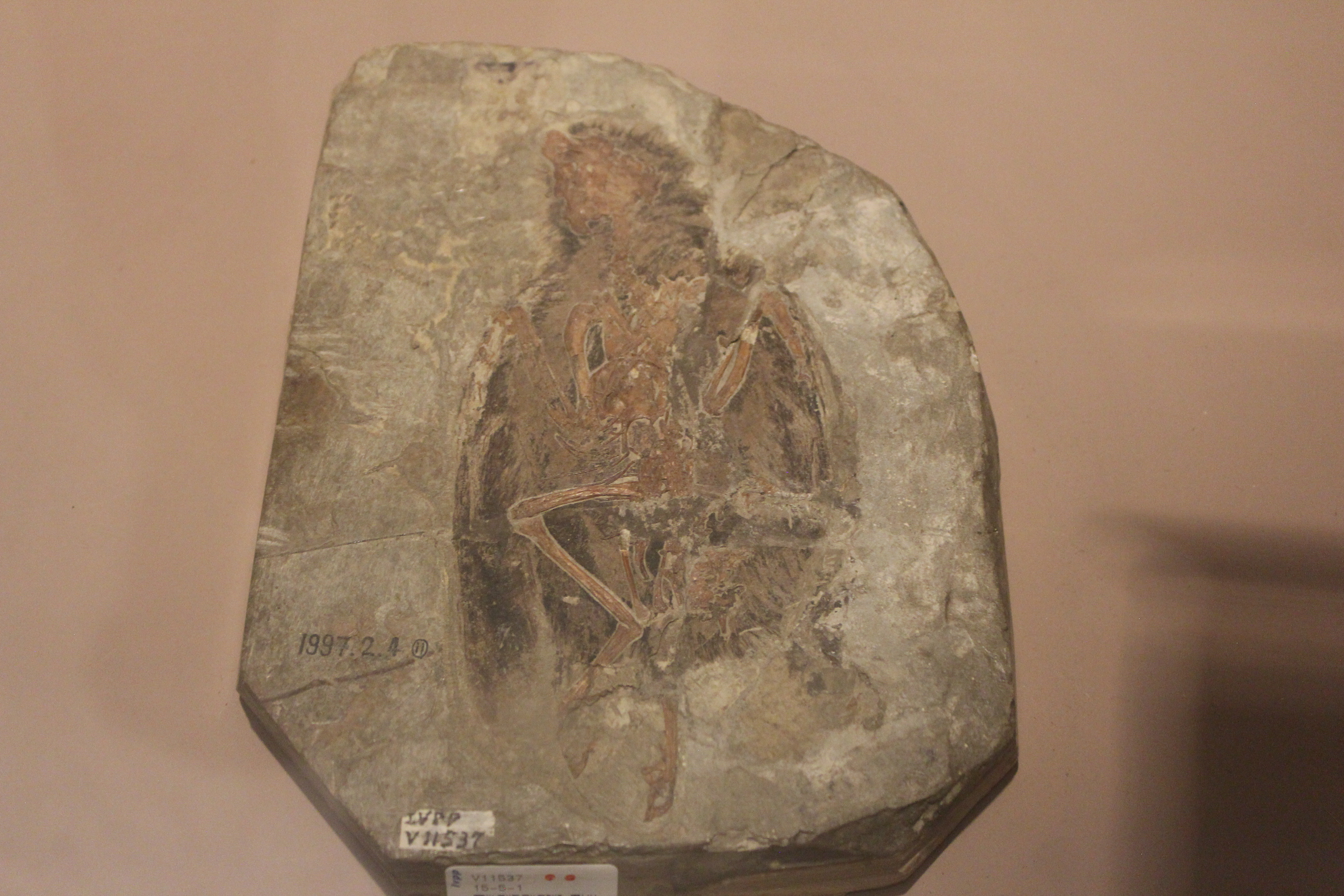
Het holotype

De schedel heeft een lengte van ruim twee centimeter. Er staan vier tanden in de praemaxilla die tamelijk achterwaarts geplaatst zijn. Ze zijn kegelvormig en iets gekromd; de basis is iets ingesnoerd. De maxillaire tanden, waarvan het aantal minstens twee bedraagt, zijn iets kleiner.
De onderkaak heeft minstens vier maar vermoedelijk zes of zeven tanden. De voorste twee dentaire tanden zijn groter. Het dentarium heeft achteraan een duidelijk facet voor de articulatie met de achterste onderkaaksbeenderen wat suggereert dat er nog een functioneel middengewricht was.
De nek telt elf halswervels. Het heiligbeen omvat minstens vijf sacrale wervels. De staart eindigt in een pygostyle met een gevorkt boveneinde Over de buik ligt een korf van buikribben.
Het vorkbeen is Y-vormig. In de beschrijving van 1999 werd aangenomen dat het borstbeen helemaal geen achterste zijuitsteeksels had maar die bleken in 2005 aanwezig te zijn als afdrukken die eerst als het opperarmbeen waren aangezien. Ze tonen de normale voetvormige verbreding van de uiteinden. In 2012 betwijfelde Jingmai Kathleen O'Connor dat echter weer.
De duim, uitgerust met een vrij grote gekromde klauw, is relatief lang en steekt verder uit dan het tweede middenhandsbeen. Opvallend bij de tweede is het extreem verdunnen van het tweede kootje ten opzicht van het eerste kootje. Desalniettemin eindigt de tweede vinger in een klauw die niet kleiner is dan die van de duim. De derde vinger is sterk verkort. De formule van de vingerkootjes is 2-3-1-0-0.
In het bekken heeft het schaambeen slechts een zeer kleine voet, een afgeleid kenmerk. Het zitbeen is dolkvormig naar boven gekromd.
Het vierde middenvoetsbeen is slank. Bij het derde middenvoetsbeen steekt de binnenrand van het rolgewricht niet sterk zoolwaarts uit. De voetklauwen zijn niet sterk gekromd.

### Verenkleed
Hoewel het verenkleed vrijwel geheel aanwezig is, kunnen er nauwelijks details in worden onderscheiden. Belangrijk is de duidelijk waarneembare alula, een veerstructuur aan de duim die het vermogen verbetert van de vleugel nog lift te genereren bij sterke invalshoeken. De staartveren steken bij het fossiel uit tot de naar achteren gerichte voeten. Die zijn zelf niet bevederd. De achterpoten dragen geen slagpennen.

## Fylogenie
In 1999 was een van de invloeden van Martin en Feduccia dat Eoenantiornis geplaatst werd in de Sauriurae, een verouderd begrip, voortvloeiend uit hun minderheidspositie in het vraagstuk van de oorsprong van de vogels dat vogels geen dinosauriërs zouden zijn. Verder werd aan het dier een eigen familie Eoenantiornithidae toegekend en zelfs een orde Eoenantiornithiformes. Die twee laatste begrippen kwamen in de beschrijving uit 2005 niet meer terug. Dat jaar werd geconcludeerd tot een plaatsing in de klade Euenantiornithes. De meeste analyses geven geen bijzonder basale positie en de in 1999 gepretendeerde status als een soort voorouder van alle eoenantiornithen heeft het taxon dus niet waar kunnen maken.